# Frank Høj
Frank Høj (nascido em 4 de janeiro de 1973) é um ex-ciclista dinamarquês. Høj começou como um estagiário para a equipe Zetelhallen em 1994 e tornou-se profissional em 1995, para Collstrop-Lystex. Sua primeira vitória como profissional veio no ano seguinte. Em uma entrevista ao vivo com estação de mídia dinamarquesa TV2, durante a cobertura do Tour de France 2015, Høj admitiu ter usado EPO durante os períodos iniciais de sua carreira, ou seja, 1995–1998.
Høj tem alcançado resultados notáveis nos Jogos Olímpicos, a obtenção de dois diplomas olímpicos na prova de estrada: foi o sexto em Sydney 2000 e oitavo em Atenas 2004.